# Milošev Do
Milošev Do (en serbe cyrillique : Милошев До) est un village de Serbie situé dans la municipalité de Prijepolje, district de Zlatibor. Au recensement de 2011, il comptait 63 habitants.

## Géographie
Milošev Do est situé entre les monts Jadovnik et Zlatar, dans la vallée de la rivière Mileševka qui, plus loin, passe près du monastère de Mileševa et se jette dans le Lim à Prijepolje. Le village se trouve à 15 km de Prijepolje et à 20 km de Sjenica. Les trois hameaux de Prisoje, Svičevići et Gvozd lui sont administrativement rattachés. À proximité se trouvent les villages de Kaćevo, Karaula, Sopotnica, Međani et Aljinovići.

## Démographie
En 2002, dans le village de Milošev Do vivaient 109 adultes, et la moyenne d'âge de la population était de 51,8 ans (51,1 pour les hommes et 52,7 pour les femmes). Principalement peuplé par des Serbes, le village a connu une diminution importante du nombre de ses habitants depuis les années 1970.
| 1948 | 1953 | 1961 | 1971 | 1981 | 1991 | 2002 | 2011 |
| ---- | ---- | ---- | ---- | ---- | ---- | ---- | ---- |
| 547  | 608  | 635  | 517  | 350  | 196  | 126  | 63   |

|  |

## Économie
La population active de Milošev Do travaille dans l'agriculture et l'élevage.